# +bien
 +bien és una pel·lícula de l'Argentina filmada en color dirigida per Eduardo Capilla sobre el seu propi guió que es va estrenar el 15 de novembre de 2001 i que va tenir com a actors principals a Gustavo Cerati, Ruth Infarinato, Damián De Santo i Atsushi Mizukawa.

Gustavo Ceratti, protagonista i compositor

## Sinopsi
Les accions de tres amics metges per a enfrontar les situacions en un context d'avorriment. Realment, la pel·lícula se centra més en l'entramat i l'espontaneïtat de les imatges i breus clips, això dona a entendre que no cal buscar en la coherència de la trama.

## Repartiment
- Gustavo Cerati …Jorge
- Ruth Infarinato…Bárbara
- Damián De Santo…Galo
- Atsushi Mizukawa…Ramiro
- Piren Larrieu…Mariana
- Luna Paiva…Federica
- Patrizia Camponovo…Berena
- Milagros Gallo…Mariana ex
- Paula Siero…Marcela
- Vera Capilla…Romina
- Esteban Cremenchusky…Crema
- Andrés Fogwill…Mitch
- Cristian Powditch…Policia rural
- Javier Troussel…Puestero de campo
- Nilda Raggi…Mare de Mariana
- Cecilia Amenábar…Amiga de Bárbara
- Diana Ruibal…Tia de Bárbara
- Martín Bravo…Infermer
- Osvaldo Cappra…Oficial
- Leonardo Denocco…Policia
- Paula Moore…Infermera
- Alberto Olivera…Viejito Hospital
- Pedro Moscuzza…Chico Gasolinería
- Ignacio Cominassi…Nene Hospital
- Jorge Rivadeneira…Sepulturero 1
- Hernán Jiménez…Sepulturero 2
- Ruth Groissman…Panelista
- Carlos Tarnapolsky…Panelista / Profesor
- Carla Di Pietro…Mujer con Bebé
- Mónica Poggio…Artista 1
- Remo Bianchedi…Artista 2
- Buby Navedo…Artista 3
- Pablo Pecker…Dr. Norton
- Pedro Valente…Enfermero
- Ignacio Ramón Fuentes…Vecino
- Fernando Guzmán…Mucama Shopping
- Clara Cullen…Amiga de Federica
- Sandra Fosco…Nena
- Javier Russo…Chico 1
- Elbio Chamorro…Chico 2
- Alicia Cayssials…Mujer Shopping
- Diana Forteza…Mujer Shopping
- Bárbara Riestra…Chica Parque 1
- Stella García Calvo…Chica Parque 2
- Ariel De Cesare…Camillero
- Mario Tizón...Chico Rompe Auto 1
- Matías Mitchum…Chico Rompe Auto 2
- Esteban Gómez…Estudiant 1
- Silvina Gómez…Estudiant 2

## Comentaris
Pablo Suárez en la crítica a cinenacional.com va escriure:
| « | «…proposta pretesament cool i modernosa… acaba quedant-se en l'artifici dels trucs visuals i no arriba a plantejar una història ni a delinear personatges. El cuirassat Potemkin és més moderna, encara que no hi actua Ruth Infarinato. O potser justament per això. I per moltes altres coses més, és clar.» | » |

Ramiro Villani en la crítica a cineismo.com va indicar:
| « | « …no representa al cinema argentí… la seva estructura formal no és hereva del cinema, sinó dels clips musicals. Com els números que la separen per capítols… frases transcendents inscrites sobre la pantalla… plena de tetes i culs pel només fet de mostrar-los… pantalles dividides sense cap propòsit, art pop (si per això s'entén un bisturí gegant, o figures inclinades, no sé), filosofia de butxaca, molt de verd, moltes flors, imatges que es mouen com si fossin aigua, etc.» | » |

Diego Batlle a La Nación va opinar:
| « | «…més pròxim al happening que al cinema… una experiència visual el sentit de la qual no cal buscar-lo en la coherència de la trama sinó a partir de l'entramat d'imatges.» | » |

Manrupe i Portela escriuen:
| « | «…vacuïtat cridanera i escàs atractiu visual. I una de les pel·lícules més castigades per la crítica del període.» | » |